# Cordisepalum
Cordisepalum é um género botânico pertencente à família Convolvulaceae.

## Espécies
- Cordisepalum thorelii

1. ↑  «Cordisepalum — World Flora Online». www.worldfloraonline.org. Consultado em 19 de agosto de 2020